# Rania Benali Khoudja
Rania Benali Khoudja, née le 14 janvier 1998, est une gymnaste artistique algérienne.

## Carrière
Aux Championnats d'Afrique de gymnastique artistique 2012 dans la catégorie junior, elle termine quatrième de la finale de la poutre et neuvième du concours général individuel.
Elle obtient la médaille de bronze par équipes aux Jeux africains de 2015.